# Јунион Сити (Мичиген)
Јунион Сити (енгл. Union City) град је у америчкој савезној држави Мичиген.

## Демографија
По попису из 2010. године број становника је 1.599, што је 205 (-11,4%) становника мање него 2000. године.
| Група             | 2000.         | 2010.         |
| Белци             | 1.720 (95,3%) | 1.520 (95,1%) |
| Афроамериканци    | 11 (0,6%)     | 7 (0,4%)      |
| Азијати           | 8 (0,4%)      | 13 (0,8%)     |
| Хиспаноамериканци | 19 (1,1%)     | 16 (1,0%)     |
| Укупно            | 1.804         | 1.599         |